# Helmut Läpple
Helmut Läpple (* 4. April 1916; † 23. September 2005 in Weinsberg) war ein deutscher Unternehmer.

## Leben
Läpple war Mitinhaber des von seinem Vater August Läpple gegründeten Unternehmens Läpple mit Sitz in Heilbronn, in das er im Alter von 18 Jahren eintrat. Ab 1940 war er Läpple-Gesellschafter und hatte die unternehmerische Leitung inne, während sein Bruder Erich die technische Leitung übernahm. In die Jahrzehnte seiner Tätigkeit an der Vorstandsspitze fielen die Verlagerung des Unternehmenssitzes von Weinsberg nach Heilbronn im Jahr 1950, die Gründung mehrerer ausländischer Läpple-Werke, die Übernahme des vom Konkurs bedrohten Unternehmens Fibro mit Werken in Weinsberg und Haßmersheim 1974 sowie die Übernahme der Maxhütte in Teublitz im Jahr 1990. Erst 2004 wechselte er in den Läpple-Aufsichtsrat.
In seiner Heimatstadt Weinsberg förderten Läpple und seine Frau Brigitte viele Vereine und Institutionen im kulturellen, sportlichen und sozialen Bereich. Am 27. September 2005, vier Tage nach seinem Tod, wurde er auf dem Weinsberger Friedhof beerdigt.

## Auszeichnungen
Helmut Läpple erhielt zahlreiche Auszeichnungen, darunter 1990 das Bundesverdienstkreuz 1. Klasse und 2001 die Verdienstmedaille des Landes Baden-Württemberg, außerdem die Staufermedaille und den Bayerischen Verdienstorden. Auf kommunaler Ebene wurde er 1992 Ehrenbürger der Stadt Weinsberg, 1998 Ehrenbürger der Stadt Carlow in Irland und 2003 Ehrenbürger der Stadt Maxhütte-Haidhof. Zudem erhielt er die Goldene Münze der Stadt Heilbronn (1986), die Goldene Münze der Stadt Weinsberg und die Goldmedaille (Bürgermedaille in Gold) der Stadt Teublitz.